# KDStV Frankonia-Czernowitz zu Erlangen
Die Katholische Deutsche Studentenverbindung Frankonia-Czernowitz zu Erlangen (kurz: KDStV Frankonia (Czernowitz) Erlangen) ist eine nichtschlagende katholische Studentenverbindung. Sie wurde 1891 in Czernowitz gegründet und gehört dem Cartellverband (CV) an. Unter den katholischen Verbindungen in Erlangen ist sie die älteste. Wie alle Verbindungen ihres Korporationsverbands ist sie ein Männer- und Lebensbund. Die offizielle Abkürzung ist „FcC!“ und ihre Mitglieder werden Frankonen genannt.

## Geschichte

### Gründung
Im November 1890 wurde der Gründungsbeschluss der KaV Unitas erfasst. Es wurden Studenten jeglicher katholischer Riten (römischer, griechischer, armenischer) aufgenommen ungeachtet ihrer Nationalität. Am 31. Januar 1891 wurde nach Genehmigung der k.u.k. Landesregierung die Katholische akademische Verbindung Unitas in Czernowitz gegründet. Die Unitas ist außerdem Gründungsmitglied des 1. ÖCV und trat diesem 1891 bei.

### Frankonia in Czernowitz
Nach der Vertagung der Unitas 1896 und Wiederbegründung 1901 verhinderte das Prinzip der Übernationalität den Beitritt in den 2. ÖCV. 1906 wandelte sich die Unitas in eine deutsche Verbindung um. Der Name wurde nun zu Frankonia geändert. 1910 wurde die Frankonia als 70. Verbindung in den CV aufgenommen (nach Abspaltung des ÖCV und Fusionierungen sowie Auflösungen heute Nr. 52, nach Alter wäre sie die 29.). Durch den Ersten Weltkrieg und die Nähe zu der Front erlosch das Verbindungsleben. Nach der Reaktivierung 1920 wurden vier Pennalverbindungen (Buchengau (Czernowitz) 1922, Ostgau (Radautz) 1924, Borussia (Czernowitz) 1927, Virtus (Gurahumora) 1928) gegründet. Mit Unterstützung des CV konnte die Verbindung 1932 ein Haus in der Erzherzog Karl-Straße 22 (vul. Frunze 59) erwerben.

### 1930er und 1940er Jahre in der Frankonia
Im November 1935 wurde das Katholizitätsprinzip in der Frankonia aufgehoben und der Name zu Deutsche Studentenverbindung Frankonia geändert. Die Aktivitas begründete diesen Schritt mit der seit dem Ersten Weltkrieg stark zurückgegangenen Anzahl deutscher katholischer Studenten, so dass die Beschränkung auf katholische für Nachwuchsschwierigkeiten sorgte. Dies führt zur Spaltung des Altherrenverbandes, bis man sich zwei Jahre später auf einem Versöhnungs-CC einigte: Der alte Altherrenverband behielt das katholische Prinzip bei, die neu Philistrierten im neuen Altherrenverband trugen es nicht.
Das Führerprinzip wurde von der Frankonia so gehandhabt: Der Convent wählte einen Senior der seine Chargen aus einer Anzahl vom Convent vorgeschlagenen Bundesbrüdern ernannte. Der Senior hatte das Recht, einzelne Bundesbrüder zu entlassen, wie z. B. 1935 die Entlassung jüdischer Bundesbrüder.
Nach Errichtung der Diktatur in Rumänien verlor die Frankonia ihre staatliche Anerkennung. Um Bundesbrüder vor den Repressalien zu schützen, wurde die Aktivitas von der Pflicht entbunden, sich täglich einmal auf dem Haus zu melden und in der Öffentlichkeit in Couleur aufzutreten. Im Juni 1940 marschierte die Sowjetunion in Czernowitz ein, wodurch das Verbindungsleben endgültig erlosch. Die meisten Bundesbrüder wurden im selben Jahr noch nach, von dem von Deutschland besetzten, Warthegau umgesiedelt.
Drei Mitglieder der Frankonia wurden von der Gestapo als Regimegegner festgenommen und für verschiedene Zeiträume inhaftiert, davon der Rechtsanwalt Bruno Helbig-Neupauer auch für einige Zeit im KZ Auschwitz. Alle drei überlebten den Krieg.

### Frankonia Czernowitz in Deutschland

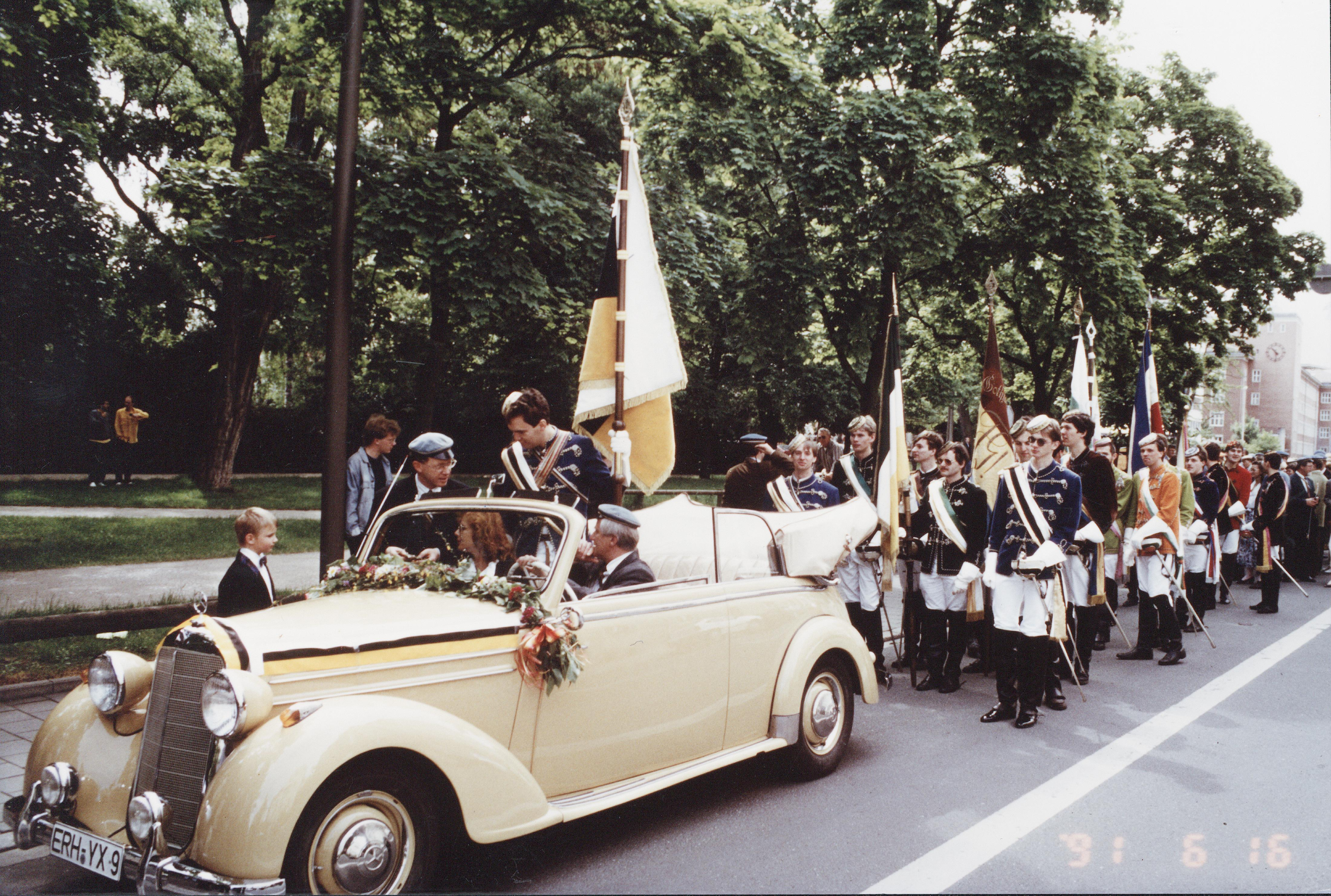
Aufzug der Chargen der Frankonia-Czernowitz zum Festzug am 16. Juni 1991 nach dem Festgottesdienst zum 100. Stiftungsfest in der Herz-Jesu-Kirche. Foto: Frank H. Mader / AFRANC

Bereits 1948 gab es den Versuch durch in Österreich ansässige Mitglieder, die Frankonia in Mödling bei Wien wieder entstehen zu lassen. Dieser scheiterte jedoch bei den Verhandlungen mit dem ÖCV wegen der früheren „nationalsozialistischen Einstellung“ der Aktivitas. 1951 wurde von vertriebenen Alten Herren der Beschluss gefasst, die Frankonia wiederzubegründen. Sie fusionierte im November 1951 mit Hilfe des Vorortspräsidenten und des CV-Sekretariats mit der Zweiten KDStV in Erlangen, die aus Mitgliedern bestand, die nicht mehr bei der KDStV Gothia zu Erlangen verkehren wollten. Die Verbindung gab sich den heutigen Namen: Katholische Deutsche Studentenverbindung Frankonia-Czernowitz zu Erlangen. Die meisten Wiederbegründungsburschen stellte die Aureata Eichstätt sowie die Fredericia Bamberg, jeweils ein Bursch kam von der Rupertia und Vindelicia.
Direkt an der Gründung kam es zum Senioratsbandtausch mit der KDStV Fredericia zu Bamberg. Weitere Tausche erfolgten 1964 mit der KaV Saxo-Bavaria Prag in Wien, 1981 KDStV Ostmark zu Nürnberg und 1998 mit der KÖStV Babenberg Graz.
Nach dem Fall der Mauer war Frankonia im Juni 1990 die erste Verbindung, die nach Czernowitz reiste. Diese Reise bildete den Auftakt zum 100. Stiftungsfest 1991 in Erlangen.
In den folgenden Jahren besuchten sie die Stadt mehrmals und führten dort auch Veranstaltungen durch. Einer der Höhepunkte war die Teilnahme am Festakt zum 120. Universitätsjubiläum im Herbst 1995 im Olha-Kobyljanska-Stadttheater.
1992 erwarb Frankonia-Czernowitz ihr erstes eigenes Haus in Erlangen in der Friedrichstraße 41, wo seit dem russischen Angriffskrieg solidarisch die ukrainische Flagge gehisst wird.
2005 wurde der Frankone Józef Bilczewski als erster CVer durch Papst Benedikt XVI. in Rom heilig gesprochen.
Anfang Februar 2025 wurden nach jahrelanger Recherche, Sortierung und Digitalisierung des Archivs der Frankonia-Czernowitz (AFRANC) offiziell die wichtigsten Originalstücke, -dokumente und deren Digitalisate der Friedrich-Alexander-Universität übergeben.

## Couleur und Wahlspruch

### Couleur
Zur Gründung trugen die Füchse noch ein gold-weiß-goldenes Fuchsenband mit grüner Perkussion und die Burschen die Farben weiß-schwarz-gold mit grüner Perkussion. Seit 1906 sind die Fuchsenfarben weiß-schwarz mit kornblumenblauer Perkussion und die Burschen tragen die Farben weiß-schwarz-gold mit kornblumenblauer Perkussion. Dazu wurde bis 1906 eine grüne Mütze getragen, welche 1906 ebenfalls in die Farbe kornblumenblau geändert wurde.

### Zirkel
Der Zirkel enthält die ineinander geschwungenen Buchstaben „F“ „c“ und „v“, die unterschiedliche Interpretationen erlauben:
1. Frankonia Cartell-Verband,
2. Frankonia-Czernowitz,
3. vivat, crescat, floreat
Die Buchstaben „F“, „C“ und „V“ ergeben sich studentengeschichtlich vor allem aus der Deutung „Vivat circulus fratrum“ (Es lebe der Kreis der Brüder) und „Vivant fratres coniuncti“ (Es leben die vereinigten Brüder).

### Wahlspruch
Pro fide et patria! - Für Glauben und Vaterland!
Für das lateinische Wort „fides“ finden sich neben der hier verwendeten Übersetzungen „Glaube“ auch die Bedeutungen „Treue“, „Vertrauen“, „Zuverlässigkeit“ und „Ehrlichkeit“. Die Worte „pro fide“ erhalten somit einen anspruchsvolleren, tiefgründigeren Auftrag als die obige Übersetzung.

### Wappen
Das Wappen ist in vier Felder aufgeteilt, manchmal ist im Zentrum des Wappens ein Mittelschild mit dem Zirkel und der Trikolore der Frankonia-Czernowitz.
Heraldisch links oben (patria):
Blau-rot geteilt mit 3 Sternen typisch der Bukowina, manchmal mit Stier.

Heraldisch rechts oben (religio):
das rote Kreuz und die dahinter gehaltene goldene Sonne symbolisieren das Prinzip religio.

Heraldisch recht unten (scientia):
Die Eule symbolisiert das Streben nach Weisheit; der Lorbeerzweig und das Schriftdokument unterstreichen die wissenschaftliche Ausrichtung der Verbindung. Das Horn kann als Trinkhorn für das Feiern als akademische Ursitte der Scholaren gelten oder als ein Kuhhorn interpretiert werden, in dem Tinde der Klosterschreiber aufbewahrt wurde.

Heraldisch links unten (amicitia):
Der rote Stab mit dem umrankenden Eichenlaub symbolisiert Verbundenheit, Freundschaft und das Prinzip amicitia.

## Bekannte Mitglieder (Auswahl)
Ur- und Bandmitglieder
- Josef Joham (1889–1959), österreichischer Bankfachmann und langjähriger Direktor der Creditanstalt-Bankverein
- Christoph Maier (1931–2021), deutscher Politiker MdL (CSU)
- Bruno Rauscher (1931–2013), deutscher Jurist und Richter am Bundessozialgericht
- Hannes Sautter (1931–2012), deutscher Sanitätsoffizier
- Joachim Herrmann (* 1956), Bayerischer Staatsminister des Inneren
- Dieter Joachim Weiß (* 1959), deutscher Historiker, Träger des Bundesverdienstkreuzes

Ehrenmitglieder
- Adolf Rhomberg (1851–1921), österreichischer Textilunternehmer
- Albert Geßmann (1852–1920), Mitbegründer der Christlichsozialen Partei Österreichs
- Józef Bilczewski (1860–1923), Erzbischof von Lemberg (Lwiw) und Heiliger der römisch-katholischen Kirche
- Richard Weiskirchner (1861–1926), Präsident des Abgeordnetenhauses im österreichischen Reichsrat
- Otto von Habsburg (1912–2011), letzter Kronprinz Österreich-Ungarns
- Raimund Lang (* 1951), österreichischer Schauspieler, Moderator, Synchronsprecher und Studentenhistoriker